# チップステッドFC
チップステッド・フットボールクラブ（Chipstead Football Club）はイングランド、サリー州、ライゲット・アンド・バンステッド、チップステッドを本拠地とするサッカークラブチームである。2008-2009シーズンはイスミアンリーグ・ディヴィジョン1・サウス（8部相当）に所属。

## タイトル

### 国内タイトル
- コンバインド・カウンティーズリーグ・プレミアディヴィジョン:2回

1989-1990,2006-2007

### 国際タイトル
- なし